# Olof Selling
Olof Hugo Selling, född 2 november 1917 i Stockholm, död 6 mars 2012 på Lidingö, var en svensk paleobotaniker. Han var bror till Dagmar Selling.

## Biografi
Olof Selling var son till ämneslärare Ernst Hugo Selling (1877-1943) och Ester Maria Bergh (1884-1965).
Selling genomförde vetenskapliga undersökningar på Hawaii 1938 och framlade 1948 en doktorsavhandling om Hawaiis paleobotanik. År 1949 blev han filosofie doktor vid Stockholms högskola på denna avhandling, och han var verksam som docent i botanik där 1948–1951. Selling var verksam vid Naturhistoriska riksmuseet 1945–1966, åren 1951–1966 som professor. Åren 1945–1951 var han museiassient vid paleobotaniska avdelningen, åren 1951–1965 var han professor och föreståndare för paleobotaniska avdelningen, och efter en omorganisation var han 1965–1966 professor i paleobotanik och chef för den paleobotaniska sektionen. Från 1966 övergick han till egen verksamhet och efterträddes av Britta Lundblad. Selling är begravd på Uppsala gamla kyrkogård.

## Sellingaffären
Selling var inblandad i en konflikt vid Naturhistoriska riksmuseet i Stockholm. För att få bort Selling från posten som chef för paleobotaniska sektionen försökte Kungliga Vetenskapsakademien med hjälp av psykiatern Olof Dagberg få honom förklarad sinnessjuk med diagnosen kverulansparanoia, utan att det fanns någon rimlig grund för detta. Bland andra Vilhelm Moberg och Herbert Tingsten engagerade sig dock för Sellings sak och flera skrifter i ämnet skrevs under åren 1956–1957. Detta kom senare att beskrivas som Sellingaffären, en av 1950-talets många rättsskandaler under rättsrötedebattens era och det hela slutade med att justitieministern Herman Zetterberg tvingades avgå 1957. Konflikten avslutades juridiskt genom Svea hovrätts dom mot Selling i januari 1958, där han fälldes för tjänstefel och ärekränkning.